# Sarax tiomanensis
Espèce
Sarax tiomanensis est une espèce d'amblypyges de la famille des Charinidae.

## Distribution
Cette espèce est endémique du Pahang en Malaisie. Elle se rencontre sur l'île Tioman.

## Description
La carapace des mâles mesure de 2,82 à 3,06 mm de long sur de 3,97 à 4,10 mm et celle des femelles mesure de 2,94 à 3,50 mm de long sur de 2,16 à 4,90 mm.

## Étymologie
Son nom d'espèce, composé de tioman et du suffixe latin -ensis, « qui vit dans, qui habite », lui a été donné en référence au lieu de sa découverte, l'île Tioman.

## Publication originale
- Miranda, Giupponi, Prendini & Scharff, 2021 : « Systematic revision of the pantropical whip spider family Charinidae Quintero, 1986 (Arachnida, Amblypygi). » European Journal of Taxonomy, no 772, p. 1–409 (texte intégral).